# Leschenaultia richopsis
Leschenaultia richopsis là một loài ruồi trong họ Tachinidae.